# ファンディーナ
ファンディーナ（Fan Dii Na）は、日本の競走馬。主な勝ち鞍は2017年のフラワーカップ(GIII)。馬名の意味は「良い夢を（タイ語）。母名より連想」。

## 戦績

### デビュー前
2014年3月10日、北海道浦河町の谷川牧場で誕生。牧場時代のファンディーナの様子について、谷川貴英代表は「本当におとなしくて人懐っこかった。同じ放牧場に若駒が14頭いるなかでファンディーナだけは息の入りが早かった。これは走るな、と確証を得たような感じでした」と述懐している。一口馬主法人「ターファイトクラブ」から総額4,500万円（1口9万円×500口）で募集された。

### 3歳（2017年）
デビュー前から同厩舎の実力馬レーヴミストラルと併せ馬を行い、仕上がりの良さが注目されていた。1月22日の新馬戦で岩田康誠を背にデビューし、逃げて直線は持ったまま9馬身差で大楽勝する衝撃の走りを見せた。2戦目のつばき賞（500万下）では、岩田が同日のフェブラリーステークス（GI）でエイシンバッケンに騎乗するため川田将雅が代役を務めた。単勝1.3倍の断然人気に推され、スローペースから逃げ込みを図るタガノアスワドを上がり3F33秒0の豪脚で交わし去り、最後は抑える余裕を見せてデビューから2連勝を飾った。
3戦目のフラワーカップ（GIII）は2番手を追走し、4コーナーで先頭に立つとほぼ持ったままで後続に5馬身差をつける圧巻の走りを見せ、デビュー3連勝での重賞初制覇となった。勝ち時計1分48秒7は2006年にキストゥヘヴンがマークした1分48秒9を0秒2更新するレースレコードだった。桜花賞(GI)は中2週となるため回避し中3週で牡馬相手の皐月賞（GI）に出走することが決まった。
皐月賞へのクラシック登録がなかったため、追加登録料200万円を払っての出走となったが、ヒデヒカリ以来69年ぶりの牝馬による皐月賞制覇が期待され、単勝2.4倍の1番人気に支持された。しかし直線で失速し7着に敗れた。レース後、調教師の高野友和は「今後は順調ならばダービーへ」とコメントしていたが、5月3日にはオークス（GI）に出走するか休養に入るかの二択であることが発表され、5月5日に馬体の回復の遅れからオークスには向かわず休養することが決まった。
秋はローズステークス（GII）で復帰し、馬体重がプラス22kgと太め残りながらも1番人気に支持されたが、直線半ばで失速して6着に敗れた。秋華賞（GI）ではデビュー以来初めて1番人気の座を譲り、アエロリットに次ぐ2番人気となる。レースでは積極的に先行して逃げるカワキタエンカの後の2番手を追走するが、4コーナー手前でモズカッチャンに交わされるとズルズル後退し、13着と大敗した。レース後、鞍上の岩田は「反応がなかった。追ってからスッと行ってくれなかった。馬場もこたえたのか」とコメントした。続く一戦には初のマイル戦となるリゲルステークス（OP）を選択したが、またも直線で失速して9着に沈んだ。同レース後に右後肢を痛めていることがわかっていたが、12月20日になって右腸骨を骨折していることが判明し、長期休養に入った。

### 4歳（2018年）
7月11日、復帰を断念して現役を引退することが発表された。絶大な期待を寄せられながらも皐月賞以降は結果を残せず、無念の引退となったことについて高野調教師は「これからの人生で、後悔の感情が心の奥底にずっと残りそうです。本当に申し訳ない思いです」とコメントした。引退後は生まれ故郷の谷川牧場で繁殖牝馬となる。

## 競走成績
以下の内容は、netkeiba.comの情報に基づく。
| 競走日     | 競馬場 | 競走名    | 格      | 距離（馬場）  | 頭 数 | 枠 番 | 馬 番 | オッズ （人気） | 着順 | タイム （上がり3F） | 着差 | 騎手      | 斤量 [kg] | 1着馬（2着馬）     | 馬体重 [kg] |
| ---------- | ------ | --------- | ------- | ------------- | ----- | ----- | ----- | --------------- | ---- | ------------------- | ---- | --------- | --------- | ------------------ | ----------- |
| 2017.01.22 | 京都   | 3歳新馬   |         | 芝1800m（良） | 15    | 4     | 7     | 001.80（1人）   | 01着 | R1:50.0（34.3）     | -1.5 | 0岩田康誠 | 54        | （ブルークランズ） | 516         |
| 0000.02.19 | 京都   | つばき賞  | 500万下 | 芝1800m（良） | 9     | 7     | 7     | 001.30（1人）   | 01着 | R1:50.6（33.0）     | -0.3 | 0川田将雅 | 54        | （タガノアスワド） | 512         |
| 0000.03.20 | 中山   | フラワーC | GIII    | 芝1800m（良） | 13    | 8     | 12    | 001.30（1人）   | 01着 | R1.48:7（34.9）     | -0.8 | 0岩田康誠 | 54        | （シーズララバイ） | 508         |
| 0000.04.16 | 中山   | 皐月賞    | GI      | 芝2000m（良） | 18    | 4     | 8     | 002.40（1人）   | 07着 | R1:58.3（34.8）     | -0.5 | 0岩田康誠 | 55        | アルアイン         | 504         |
| 0000.09.17 | 阪神   | ローズS   | GII     | 芝1800m（良） | 18    | 8     | 17    | 002.90（1人）   | 06着 | R1:46.2（34.9）     | -0.7 | 0岩田康誠 | 54        | ラビットラン       | 526         |
| 0000.10.15 | 京都   | 秋華賞    | GI      | 芝2000m（重） | 18    | 8     | 16    | 005.60（2人）   | 13着 | R2:02.5（38.9）     | -2.3 | 0岩田康誠 | 55        | ディアドラ         | 518         |
| 0000.12.09 | 阪神   | リゲルS   | OP      | 芝1600m（良） | 13    | 6     | 9     | 005.30（3人）   | 09着 | R1:33.8（34.3）     | -0.6 | 0岩田康誠 | 53        | レッドアンシェル   | 500         |

## 繁殖成績
|       | 生年   | 馬名                 | 性 | 毛色   | 父             | 馬主             | 厩舎           | 戦績   | 供用           |
| ----- | ------ | -------------------- | -- | ------ | -------------- | ---------------- | -------------- | ------ | -------------- |
| 初仔  | 2020年 | エルチェリーナ       | 牝 | 鹿毛   | ハービンジャー | ターフ・スポート | 栗東・高野友和 | 3戦1勝 | （引退）       |
| 2番仔 | 2021年 | パシフィックルート   | 牡 | 鹿毛   | ロードカナロア | ターフ・スポート | 栗東・高野友和 | 7戦1勝 | （現役）       |
| 3番仔 | 2023年 | クリスレジーナ       | 牝 | 黒鹿毛 | エピファネイア | ターフ・スポート | 栗東・高野友和 |        | （デビュー前） |
| 4番仔 | 2024年 | ファンディーナの2024 | 牝 | 青鹿毛 | レイデオロ     |                  |                |        |                |

- 2025年4月11日現在

## 血統表
| ファンディーナの血統                                | ファンディーナの血統                                   | ファンディーナの血統                             | （血統表の出典）                                 | （血統表の出典） |
| 父系                                                | サンデーサイレンス系                                   | サンデーサイレンス系                             | サンデーサイレンス系                             | [ § 2 ]          |
| 父 ディープインパクト 2002 鹿毛                     | 父の父*サンデーサイレンス Sunday Silence 1986 青鹿毛   | Halo                                             | Hail to Reason                                   | Hail to Reason   |
| 父 ディープインパクト 2002 鹿毛                     | 父の父*サンデーサイレンス Sunday Silence 1986 青鹿毛   | Halo                                             | Cosmah                                           |                  |
| 父 ディープインパクト 2002 鹿毛                     | 父の父*サンデーサイレンス Sunday Silence 1986 青鹿毛   | Wishing Well                                     | Understandin                                     | Understandin     |
| 父 ディープインパクト 2002 鹿毛                     | 父の父*サンデーサイレンス Sunday Silence 1986 青鹿毛   | Wishing Well                                     | Mountain Flower                                  |                  |
| 父 ディープインパクト 2002 鹿毛                     | 父の母*ウインドインハーヘア Wind in Her Hair 1991 鹿毛 | Alzao                                            | Lyphard                                          | Lyphard          |
| 父 ディープインパクト 2002 鹿毛                     | 父の母*ウインドインハーヘア Wind in Her Hair 1991 鹿毛 | Alzao                                            | Lady Rebecca                                     |                  |
| 父 ディープインパクト 2002 鹿毛                     | 父の母*ウインドインハーヘア Wind in Her Hair 1991 鹿毛 | Burghclere                                       | Busted                                           | Busted           |
| 父 ディープインパクト 2002 鹿毛                     | 父の母*ウインドインハーヘア Wind in Her Hair 1991 鹿毛 | Burghclere                                       | Highclere                                        |                  |
| 母 *ドリームオブジェニー Dream of Genie 2008 青鹿毛 | 母の父Pivotal 1993 栗毛                                | Polar Falcon                                     | Nureyev                                          | Nureyev          |
| 母 *ドリームオブジェニー Dream of Genie 2008 青鹿毛 | 母の父Pivotal 1993 栗毛                                | Polar Falcon                                     | Special                                          |                  |
| 母 *ドリームオブジェニー Dream of Genie 2008 青鹿毛 | 母の父Pivotal 1993 栗毛                                | Fearless Revival                                 | Cozzene                                          | Cozzene          |
| 母 *ドリームオブジェニー Dream of Genie 2008 青鹿毛 | 母の父Pivotal 1993 栗毛                                | Fearless Revival                                 | Stufida                                          |                  |
| 母 *ドリームオブジェニー Dream of Genie 2008 青鹿毛 | 母の母Glia 1999 鹿毛                                   | A.P. Indy                                        | Seattle Slew                                     | Seattle Slew     |
| 母 *ドリームオブジェニー Dream of Genie 2008 青鹿毛 | 母の母Glia 1999 鹿毛                                   | A.P. Indy                                        | Weekend Surprise                                 |                  |
| 母 *ドリームオブジェニー Dream of Genie 2008 青鹿毛 | 母の母Glia 1999 鹿毛                                   | Coup de Genie                                    | Mr. Prospector                                   | Mr. Prospector   |
| 母 *ドリームオブジェニー Dream of Genie 2008 青鹿毛 | 母の母Glia 1999 鹿毛                                   | Coup de Genie                                    | Coup de Folie                                    |                  |
| 母系(F-No.)                                         | (FN:2-d)                                               | (FN:2-d)                                         | (FN:2-d)                                         | [ § 3 ]          |
| 5代内の近親交配                                     | Halo 3×5＝15.63％、Northern Dancer 5×5＝6.25％、       | Halo 3×5＝15.63％、Northern Dancer 5×5＝6.25％、 | Halo 3×5＝15.63％、Northern Dancer 5×5＝6.25％、 | [ § 4 ]          |
| 出典                                                | 1. 2. 3. 4.                                            | 1. 2. 3. 4.                                      | 1. 2. 3. 4.                                      | 1. 2. 3. 4.      |

- 母ドリームオブジェニーはフランス産で不出走。イギリスのタタソールズ・ディセンバー繁殖セールを経て谷川牧場に導入された[6]。
- 主な近親にバゴ（凱旋門賞など仏GIを5勝）、マキャベリアン（モルニー賞、サラマンドル賞）、ナムラクレア（阪神カップなど重賞5勝）、シンコウカリド（セントライト記念）。詳細はアルマームード#おもな牝系図を参照。